# Ngari Rinpoché
Ne doit pas être confondu avec Tenzin Choegyal.
Tendzin Choegyal né en mars 1946 à Lhassa au Tibet, frère cadet du 14e dalaï-lama, a été reconnu comme le 16e Ngari Rinpoché, un tulkou. 

## Biographie
Un enfant des parents du 14e dalaï-lama est mort à l'âge de 2 ans, probablement de la variole. Tenzing Paljor prédit qu'il renaîtrait dans la même famille. Tendzin Choegyal, né un an après, est considéré comme sa réincarnation. 
Tendzin Choegyal est né en 1946 à Lhassa. Trois jours après sa naissance, une célébration est organisée par ses parents. Parmi les invités, se trouve Heinrich Harrer,. À l'âge de quatre ans, il est reconnu comme le 16e Ngari Rinpoché. Son prédécesseur était proche du 13e dalaï-lama qui lui avait prédit : « dans notre prochaine réincarnation, nous serons plus proches l’un de l’autre ». 
Il commençe ses études monastiques au monastère de Drépung en 1953, à l'âge de 7 ans.
Il accompagne son frère, le 14e dalaï-lama, ainsi que d'autres membres de sa famille, en Chine en 1954. D’une vive intelligence, il parle rapidement le mandarin. 
Il accompagne le 14e dalaï-lama dans sa fuite du Tibet à la suite du soulèvement tibétain de 1959, puis étudie au collège Saint-Joseph des jésuites de Darjeeling, ce qui lui inculqua un respect pour les religieux chrétiens, disciples de Saint Ignace, leur discipline, le sens de l’action et leur intégrité. Il obtint son diplôme de fin d'études en 1969.
La même année, il quitte son ordre monastique et passe les deux années suivantes à étudier en Inde et à l'étranger.
Sans remettre en question sa propre religion, il se dit hinayaniste. Moine à Dharamsala, il fréquente la même école que Tenzin Geyche Tethong.
Ngari Rinpoché rencontre Rinchen Khandro Choegyal au Loreto Convent, Darjeeling (en), où elle était entrée  en 1967.
En 1971, il rejoignit les rangs du gouvernement tibétain en exil, y restant jusqu'en 1988
Ngari Rinpoché et Rinchen Khandro travaillèrent au Congrès de la jeunesse tibétaine lors de la formation de cette association. En 1972, ils se marièrent et devinrent enseignants au Tibetan Children's Villages. 
Ngari Rinpoché rejoignit ensuite les Forces spéciales des frontières, créées par le gouvernement indien afin que les Tibétains en exil assurent la surveillance de la frontière chinoise. Il y servit deux années durant. Rinchen Khandro, avec ses deux nouveau-nés, un fils et une fille, le rejoignent.
En 1974, ils rejoignirent le Kashmir Cottage à la demande de la mère du dalaï-lama. Après le décès de cette dernière en 1982, ils transformèrent le cottage en maison hôtelière. 
En 1991, il est élu membre du Parlement tibétain en exil, représentant l'Amdo.
Tendzin Choegyal est membre du Mind and Life Institute. Il apparaît dans les films Women of Tibet: Gyalyum Chemo – The Great Mother et Women of Tibet: The Buddha's Wife (en). 
Il est responsable spirituel de monastères du Ladakh dont le monastère de Karsha, le plus important du Zanskar. 
Ngari Rinpoché est aussi traditionnellement le responsable spirituel de plusieurs monastères de Ngari, une vaste région du Tibet occidental.

## Publication
- (en) Tenzin Geyche Tethong, Gautam Pemmaraju, Tendzin Choegyal, Jane Moore (photographies), His Holiness the Fourteenth Dalai Lama: An Illustrated Biography, Interlink Books; 2021,  (ISBN 1623718775)